# 우리델리카
우리델리카는 대한민국의 가공식품 제조업체로, 충청북도 진천군 덕산읍에 위치해 있다. 다양한 편의점식당 공급업체인 GS25에 있는 김밥, 삼각김밥, 도시락을 직접 판매하기 위해 항상 노력하고 있다.

## 역사
- 2014년 : 우리델리카 설립
- 2015년 : 우리델리카의 모태인 GS리테일부터 농협중앙회에 인수 및 처리
- 2016년 : 삼각김밥 가공업체 준공.
- 2017년 : 공정거래위원회 소비자대상 편의점부분 수상.
- 2018년 : 농협중앙회에 인수 합병 후 철수.
- 2019년 : 도시락, 더커진 삼각김밥 특허 인증 및 착한 소비자부문 대상
- 2020년 : 바삭김밥 특허 인증 및 한국소비자원 소비자 히트상품 선정.

## 브랜드
- 도시락
- 김밥
- 삼각김밥
- 더커진삼각김밥
- 바삭김밥

## 사업장 안내
- 본사 : 충청북도 진천군 덕산읍 신척산단4로6
- 서울사무소 : 서울특별시 서초구 서초대로 5 (방배동)

## 같이 보기
- GS리테일
- 농협중앙회